# Stanislas Kaburungu
Stanislas Kaburungu (* 7. Oktober 1935 in Gisanze, Muyinga) ist ein burundischer Geistlicher und emeritierter römisch-katholischer Bischof von Ngozi. 

## Leben
Stanislas Kaburungu empfing am 3. September 1961 die Priesterweihe für das Bistum Ngozi.
Papst Paul VI. ernannte ihn am 5. September 1968 zum Bischof von Ngozi. Der Erzbischof von Gitega, André Makarakiza MAfr, spendete ihm am 25. Januar des folgenden Jahres die Bischofsweihe; Mitkonsekratoren waren Joseph Martin MAfr, Bischof von Bururi, und Nestor Bihonda, Bischof von Muyinga.
Papst Johannes Paul II. nahm am 14. Dezember 2002 seinen vorzeitigen Rücktritt an.